# Yeardley Smith
Yeardley Smith (ur. 3 lipca 1964 w Paryżu) – amerykańska aktorka i pisarka francuskiego pochodzenia; aktorka użyczająca głosu Lisie Simpson w serialu Simpsonowie.

## Życiorys
Urodziła się w Paryżu, ale wychowała w Waszyngtonie, do którego wyjechała w wieku dwóch lat. W 1982 roku ukończyła szkołę teatralną, a dwa lata później przeniosła się do Nowego Jorku, gdzie zagrała w broadwayowskiej produkcji Toma Stopparda The Real Thing. W 1985 roku zadebiutowała w filmie, występując w Heaven Help Us. Kolejne małe role zagrała w The Legend of Billie Jean i Maximum Overdrive. W 1986 roku przeniosła się do Los Angeles, gdzie otrzymała stałą rolę w serialu telewizyjnym Bracia. W 1987 wzięła udział w castingu do roli w serialu animowanym o rodzinie Simpsonów The Tracey Ullman Show. Mimo że Yeardley startowała do doli jednego z barci Simsonów, z powodu swojego wysokiego głosu otrzymała rolę Lizy Simson. Głos podkładała przez kolejne trzy sezony w The Tracey Ullman Show, a od 1989 miała swój własny półgodzinny show w The Simpsons. W 1992 roku otrzymała nagrodę Emmy w kategorii „wybitna rola dubbingowa”.
Równolegle z rolą w Simpsonach pojawiła się w sitcomie Herman's Head (w roli Louise) oraz miała cykliczne występy jako Marlene w Dharma i Greg i jako Penny w dwóch odcinkach Trup jak ja. Wystąpiła w kilku filmach: Sułtani westernu, Just Write, Zabaweczki i Lepiej być nie może. W 2004 roku wystąpiła we własnym off-broadwayowskim przedstawieniu pt. More w Union Square Theatre w Nowym Jorku. W 2009 roku pełniła funkcję producenta wykonawczego dla niezależnej komedii romantycznej Waiting For Ophelia; film miał premierę w kwietniu 2009 roku na Phoenix Film Festival.

## Życie prywatne
Yeardley Smith w 1990 roku poślubiła aktora Christophera Grove. Małżeństwo trwało dwa lata. W latach 2002–2008 była żoną Daniela Ericksona. W 2009 roku wydała książkę dla dzieci I, Lorelei.

## Lista postaci, którym Yeardley użycza głosu
- Lisa Simpson
- Maggie Simpson
- Cecile Shapiro (Bart the Genius)
- Angelica Button (The Haw-Hawed Couple)
- Eliza Simpson
- Zia Simpson
- Lisa Jr. (Missionary: Impossible)